# Capra Oberhasli

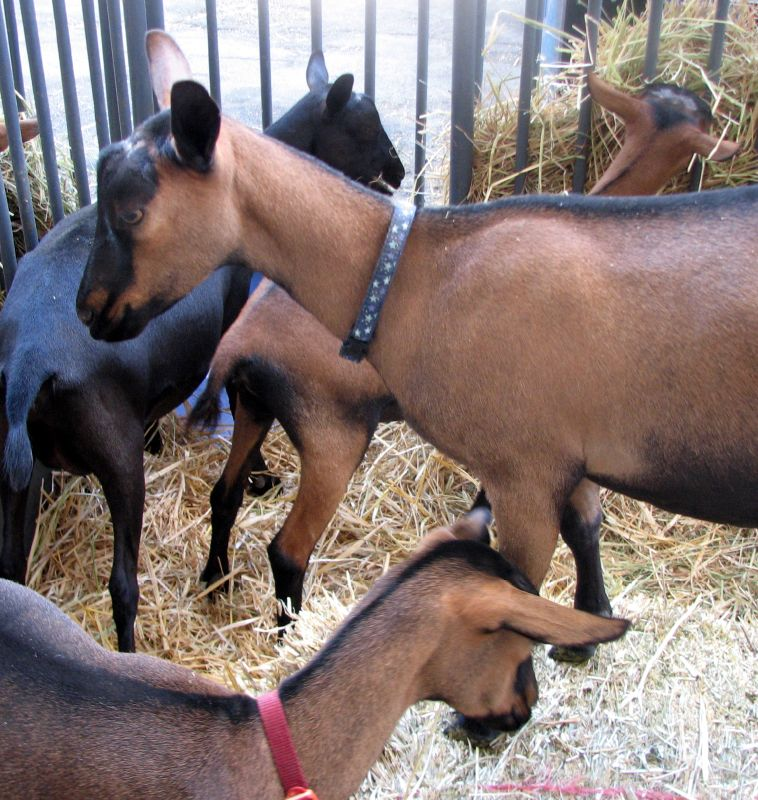

L'Oberhasli è una razza di capra da latte proveniente dall'omonimo distretto nel cantone di Berna, in Svizzera. Il nome può essere grossolanamente tradotto come "abitante dell'altopiano".
Queste capre, rispetto alle altre razze da latte (escluse quelle in miniatura), sono leggermente più basse.
Il colore del manto è caratteristico e marrone rossiccio (descritto come "il colore del retro di un violino di legno") con una striscia dorsale nera; nere sono inoltre la faccia, il ventre e le zampe. Occasionalmente, a causa dei geni recessivi, possono nascere Oberhasli nere; solo le femmine possono essere registrate, mentre i maschi neri non possono essere registrati.
Il carattere è tranquillo, ma costantemente attento.
Ultimamente, dall'ibridazione con la capra nana nigeriana si tenta di ottenere una versione in miniatura di questa capra, detta mini Oberhasli.